# Manuel Güiraldes

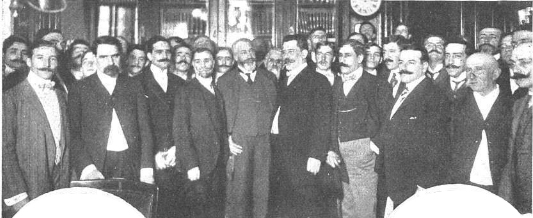
Asunción de Güiraldes como Intendente (1908)

Manuel José Güiraldes Guerricó (Buenos Aires, Argentina; 19 de enero de 1857-San Antonio de Areco, Argentina; 24 de septiembre de 1941) fue un hacendado y funcionario público argentino. Llegó a ser Intendente de Buenos Aires entre 1908 y 1910, realizándose durante su gestión los festejos del Centenario de la Revolución de Mayo.

## Vida
Nació en 1857, hijo de José Antonio Güiraldes y Mercedes Guerricó, ambos herederos de tierras en la localidad de San Antonio de Areco (provincia de Buenos Aires), que luego pasaron a sus manos. 
Vivió su juventud en Europa, donde concretó sus estudios en la Universidad de Lausanne, en Suiza. Se dedicó a la cría de caballos de sangre y a explotar su estancia en Areco, llamada por su abuelo La Porteña. En 1898 accedió a la presidencia del Jockey Club, delegado por Carlos Pellegrini.
Se casó con Dolores Goñi y Coll, teniendo cuatro hijos. Uno de ellos fue el célebre escritor Ricardo Güiraldes.
En 1900 fue nombrado Senador por la Provincia de Buenos Aires en el Congreso Nacional. Entre 1906 y 1908 ocupó el cargo de Presidente de la Sociedad Rural Argentina, período durante el cual se organizó y comenzó la construcción de los pabellones en el Predio Ferial de Palermo, con vistas a la Exposición Internacional del Centenario, muchos de los cuales aún siguen en pie y son Monumento Histórico Nacional. Fue miembro de la Academia Nacional de Agronomía y Veterinaria. 

### Intendente de Buenos Aires

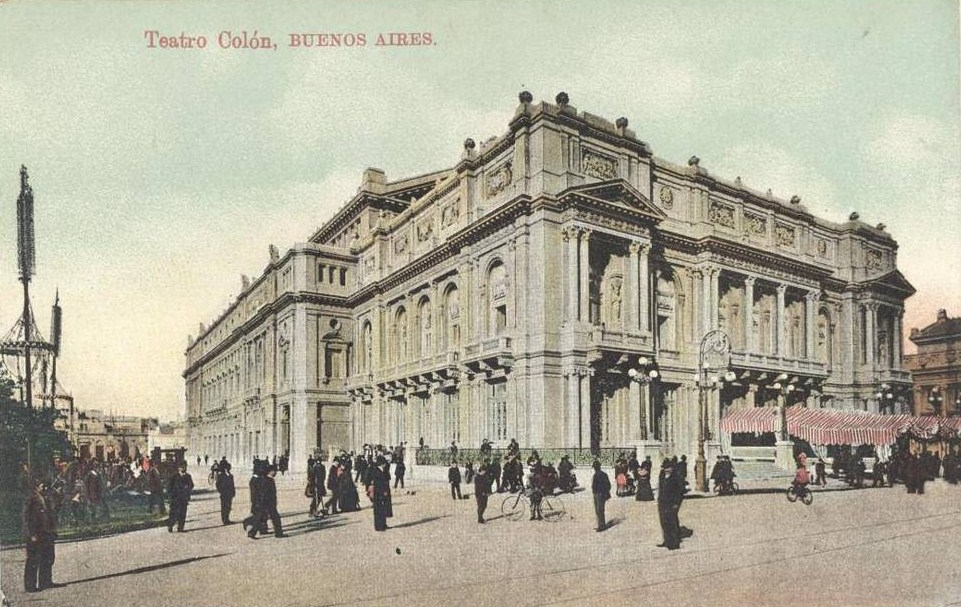
Inauguración del Teatro Colón, en 1908.

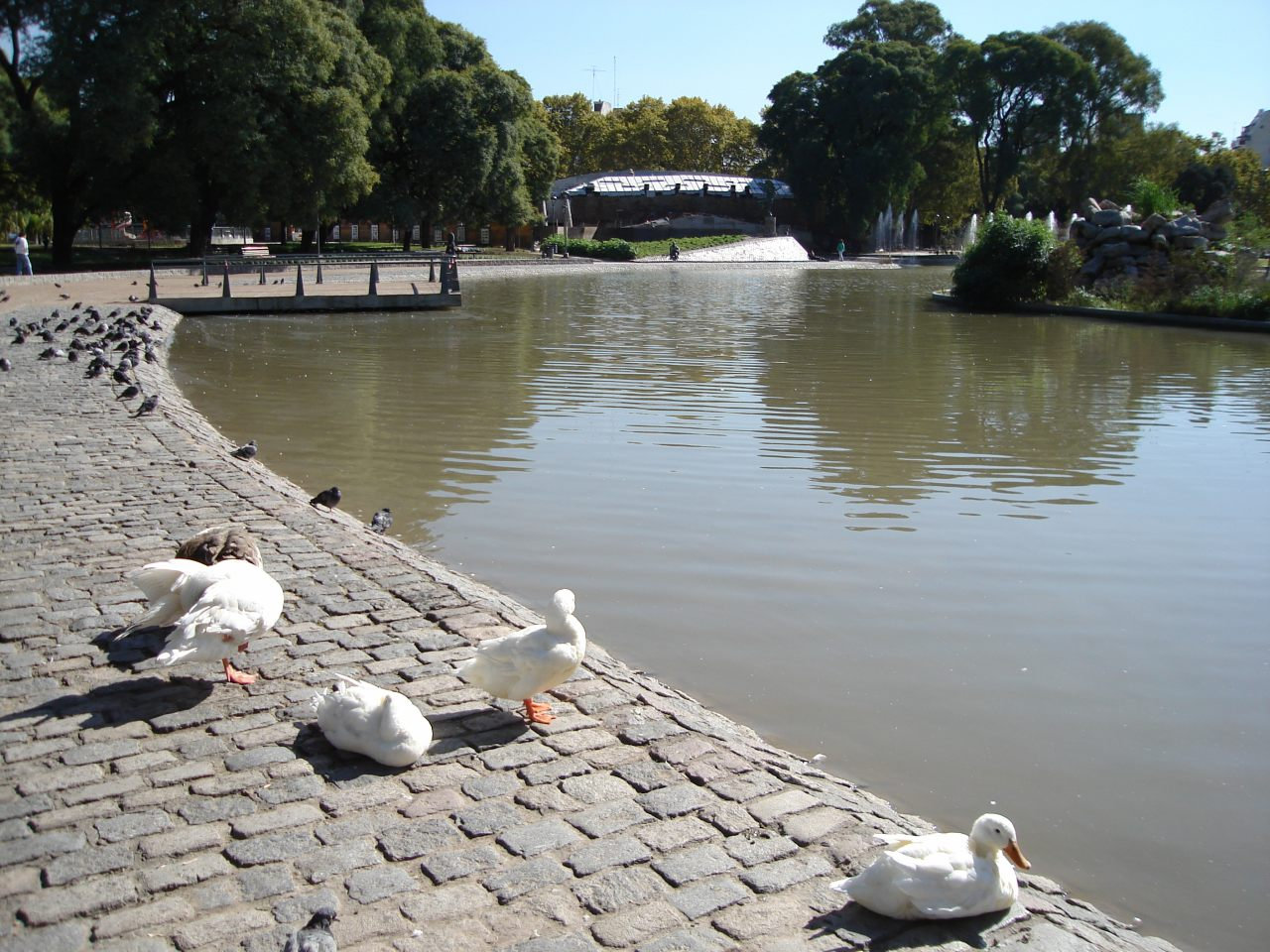
El lago central del Parque Centenario

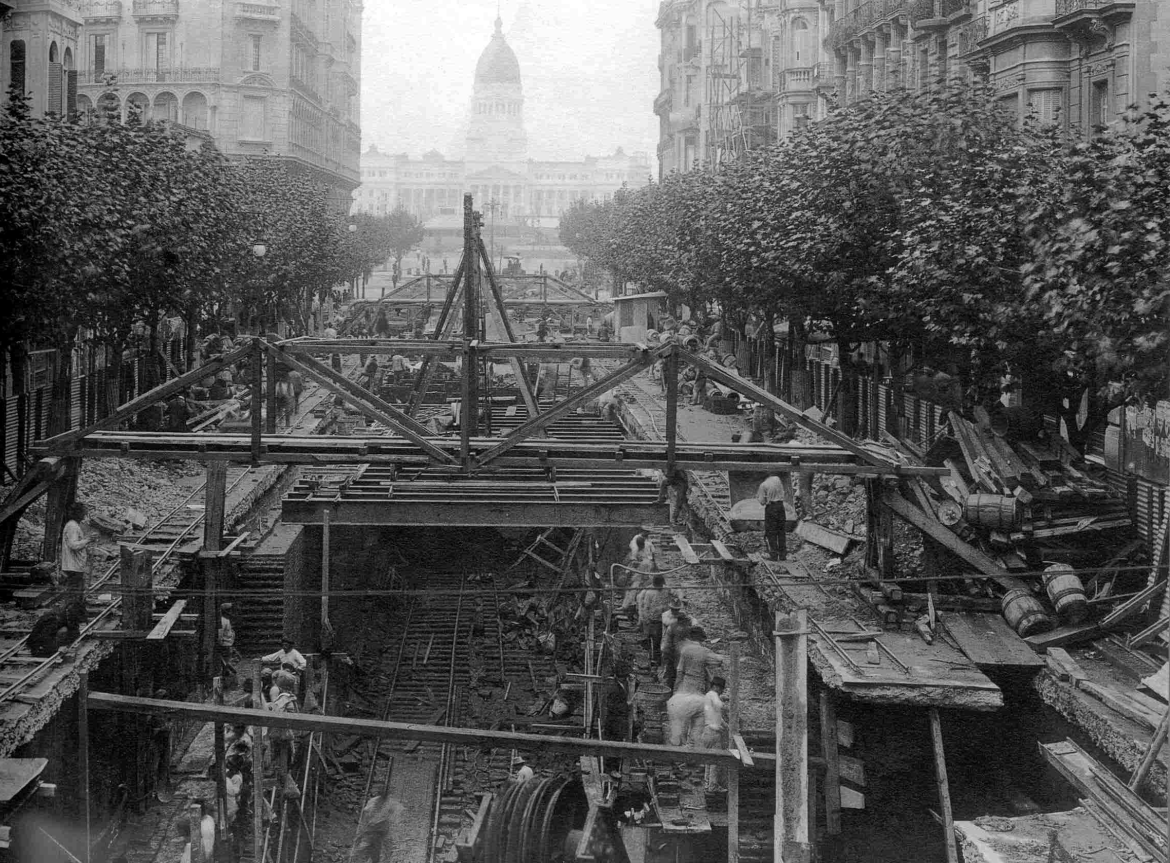
Construcción del primer subterráneo de Buenos Aires.

Como Intendente, nombrado en 1908 por el presidente José Figueroa Alcorta, su principal labor fue la de organizar los festejos de la Exposición Internacional del Centenario de la Revolución de Mayo (1810 - 1910), dedicando gran parte de su gestión a las obras de apertura de plazas, embellecimiento de Buenos Aires, construcción de las distintas áreas del evento en diversos predios y organización de los eventos. 
El 25 de mayo de 1908 participó del acto y función de inauguración del Teatro Colón, el más importante de la Argentina
Una de sus primeras acciones fue la decisión -mediante un decreto del 10 de junio de 1908- de confeccionar un plano definitivo de Buenos Aires, contemplando proyectos urbanos a realizar. Se desarrolló el llamado Plan Bouvard de apertura de diagonales y avenidas. Además, se sancionaron ordenanzas para el ensanche de las calles Corrientes, Córdoba, Santa Fe, Belgrano, Independencia, San Juan y Juan de Garay.
El gran hecho trágico que marcó su intendencia fue el desarrollo de la Semana Roja, una huelga general provocada por la brutal represión policial a manifestantes socialistas y anarquistas en la Plaza Lorea durante el Día Internacional de los Trabajadores. Fue decretado el estado de sitio y se pusieron en marcha legislaciones expulsivas de los inmigrantes europeos que se consideraban peligrosos.
En cuanto a la salud pública, fue colocada la piedra fundamental del Hospital Durand, el 20 de junio de 1909. Además, se inauguró el Hospital Torcuato de Alvear, el 15 de diciembre de ese año.
Por otra parte, se inauguró el Plaza Hotel de Ernesto Tornquist, el 15 de julio de 1909. Fue el primer gran hotel de nivel internacional en la ciudad, preparado en vistas de los festejos nacionales de 1910.
En cuanto al rubro de los transportes, entregó a la Compañía de Tranvías Anglo Argentina la concesión para la construcción y explotación de la actual Línea A de subterráneo, mediante una resolución del Concejo Deliberante del 28 de diciembre de 1909. De esta forma, quedó atrás el proyecto confeccionado en 1907, pretendiendo una red de este tipo de transporte construida por la Municipalidad misma.
En 1910, año del Centenario, se realizaron una gran cantidad de obras públicas. Se construyó e inauguró el Parque Centenario, de forma circular y con calles de trazado radial llegando a una circunvalación interna, y también se inauguró el Palacio de Justicia, frente a la Plaza Lavalle. Se colocaron las piedras fundamentales del Monumento a Cristóbal Colón (obsequio de la colectividad italiana en Argentina) y del Monumento a La Carta Magna y las Cuatro Regiones Argentinas (obsequio de la colectividad española).
En enero se abrió e inauguró la Plaza del Congreso, diseñada por el paisajista Carlos Thays, con un gran acto y desfile militar. El 23 de marzo comenzó a funcionar el Aeródromo Nacional de Villa Lugano, organizándose la Quincena de la Aviación por parte del Aero Club Argentino. El 10 de abril se inauguraron los hornos incineradores de basura en Nueva Pompeya.
Como Intendente, Güiraldes participó de la inauguración de todas las exhibiciones que conformaron la Exposición del Centenario: la de Bellas Artes, la de Ferrocarriles y Transporte Terrestre, la de Industria, etc.
Manuel Güiraldes fue sucedido en su cargo por Joaquín de Anchorena, en octubre de 1910.
En 1939 formó parte de la Comisión que impulsó el proyecto de festejo del Día de la Tradición dentro de la Provincia de Buenos Aires. En 1948, el presidente Juan Domingo Perón haría extensiva la celebración a todo el país.
Falleció en 1941 en San Antonio de Areco.

## Homenajes
En Buenos Aires, la Avenida Intendente Güiraldes, que bordea la costa del Río de la Plata frente al Balneario Parque Norte lleva ese nombre en su homenaje.
| Predecesor: Carlos Torcuato de Alvear | Intendente de Buenos Aires 1908 – 1910 | Sucesor: Joaquín de Anchorena |